# Moringa rivae
Espèce
Classification phylogénétique
Moringa rivae est une espèce de plantes à fleurs de la famille des Moringaceae.
C'est un arbre qui croît au sud du lac Turkana et au sud-est de l'Éthiopie.
Très proche morphologiquement de Moringa arborea et de Moringa borziana, elle possède deux sous-espèces :
- Moringa rivae subsp. rivae
- Moringa rivae subsp. longisiliqua Verdc.